# Los Campos
Los Campos es una parroquia del concejo de Corvera de Asturias, en el Principado de Asturias. Tiene una población de 3.102 habitantes repartidos en 1.128 viviendas y 1,01 km² (INE 2011). Está situado a 1,5 km de la capital del concejo, Nubledo. Su templo parroquial está dedicado a Santa Cruz. Dispone de un apeadero de Adif por el que circula la línea C-3 de Cercanías Asturias.

## Entidades singulares de población
La parroquia comprende una casería y 4 lugares, que son, respectivamente:
- Ablaneda (L'Ablaneda en asturiano)
- Entrevías (Entrevíes)
- La Rozona
- Los Campos
- Santa Cruz

- Datos: Q987651
- Multimedia: Los Campos, Corvera / Q987651